# Solenoppia grandjeani
Solenoppia grandjeani är en kvalsterart som beskrevs av Hammer 1968. Solenoppia grandjeani ingår i släktet Solenoppia och familjen Oppiidae. Inga underarter finns listade i Catalogue of Life.